# Suta fasciata
Suta fasciata — вид отруйних змій родини аспідових (Elapidae). Ендемік Австралії.

## Поширення і екологія
Suta fasciata мешкають на більшій частині Західної Австралії, від Пілбари на південь до Пшеничного поясу і на схід до пустелі Гібсона, Калгурлі та Лавертона. Вони живуть в сухих саванах, рідколіссях і чагарникових заростях. Живляться ящірками. Яйцеживородні, народжують 4 дитинчати.